# 박찬국
박찬국 (1960년~)은 서울대학교 철학과를 졸업하고 서울대학교 대학원에서 석사학위를, 독일 뷔르츠부르크대학교에서 박사학위를 받았다. 서울대학교 교수로 재직하고 있다. 프리드리히 니체와 마르틴 하이데거의 철학 등이 주요 연구 분야로 원효학술상, 운제철학상, 반야학술상 등을 수상하였다.